# Fernando Lobo (escritor)
Fernando Lobo es un escritor mexicano nacido en la Ciudad de México en 1969. Cursó estudios de letras hispánicas en la Facultad de Filosofía y Letras de la Universidad Nacional Autónoma de México. Sus primeros escritos, de corte humorístico, fueron publicados en la revista Generación. También aparecen colaboraciones suyas en el diario Reforma y en la Gaceta del Fondo de Cultura Económica. Su obra está marcada por la prosa veloz, el realismo cínico y cierta comicidad que la crítica suele calificar de “humor negro”.
Su primer libro, Traslados/El expediente Baunman fue descrito por el suplemento Hoja por Hoja como “una prosa que somete y doblega al lector, por su agilidad, rapidez y concisión estilística”.
En 2005 se muda a la ciudad de Oaxaca. De 2006 a 2010 fue coordinador del Taller de Narrativa de la Biblioteca Henestrosa. Fue conductor del programa satírico Banda ancha carpa rebelde en Radio Plantón.
Durante el año 2012 fue becario del Programa de Estímulos a la Creación y el Desarrollo Artístico del estado de Oaxaca. Actualmente imparte un taller de ensayo en la Biblioteca Henestrosa.

## Obras

### Relatos
- Traslados/El expediente Baunman (Umbral, 1999)

### Novela
- Después de nada (Umbral, 2012)

- Relato del suicida (Almadía, 2007, segunda edición Almadía, 2013)

- No lo tomes personal (Random House Mondadori, 2008)

- Contacto en Cabo (Random House Mondadori, 2009)

- Latinas candentes 6 (Almadía 2013)

### Ensayo
- Sentido común, simulación y paranoia (Surplus, 2012)

### Compilación
- Después del derrumbe, narrativa joven de Oaxaca (Almadía, 2009)

- 'Hebefrenia (Taller de Narrativa de la Biblioteca Henestrosa, selección de cuentos)

## Más información
- https://web.archive.org/web/20160304093151/http://www.profetica.com.mx/libreria-2/propuestas/dos-de-fernando-lobo

- https://web.archive.org/web/20140208040503/http://revistapicnic.com/contenidos/190-libro-latinas-candentes-6

- https://web.archive.org/web/20160304224840/http://agencian22.blogspot.mx/2013/05/no-hay-sentido-comun-hay-discursos.html

- http://www.migrar.noticiasnet.mx/oaxaca/138216-enuncia-fernando-lobo-una-sociedad-simulacion (enlace roto disponible en Internet Archive; véase el historial, la primera versión y la última).

- http://www.wradio.com.mx/noticia/letras-y-foros-con-fernando-lobo-escritor-mexicano-presenta-su-libro-contacto-en-cabo/20090718/nota/847163.aspx

- https://web.archive.org/web/20130318205158/http://www.almadia.com.mx/autores.php?id_autor=44

- http://carolpolsgrove.com/fernando-lobo-escritura-en-oaxaca/